# Rifleman's Assault Weapon
Rifleman's Assault Weapon (RAW) – amerykański granat nasadkowy z napędem rakietowym. Przeznaczony do karabinu M16A2.
Granat opracowano specjalnie do niszczenia bunkrów oraz lekkich pojazdów opancerzonych. Jest to granat w kształcie kuli o średnicy 140 mm. Napędzany jest silnikiem rakietowym, ponadto wiruje w locie co stabilizuje lot. Zastosowano głowicę HESH, podobną do głowic kumulacyjnych. 
Wadą systemu RAW jest duża waga.